# Beyond Belief (Band)
Beyond Belief ist eine niederländische Death-Doom-Band aus Kampen, die im Jahr 1986 gegründet wurde, sich 1996 auflöste und seit 2004 wieder aktiv ist.

## Geschichte
Die Band wurde im Jahr 1986 gegründet und bestand aus dem Gitarristen Robbie Woning, dem Bassisten Ronnie Van Der Wey, dem Gitarristen und Sänger A.J. Van Drenth und dem Schlagzeuger Jacko Westendorp. Mit Woning und Van Der Wey waren zwei ehemalige Dead-Head-Mitglieder in der Besetzung. Mit dem Bassisten Artino Selles nahm die Band das Demo Remind the Skull im Jahr 1990 in den Heaven’s Shores Studios in Kampen auf, ehe es 1991 erschien. 1992 steuerte die Gruppe zwei exklusive Lieder für einen Sampler von DSFA Records auf. Im selben Jahr erschien zudem das zweite Demo Stranded, das in Franky’s Recording Studios aufgenommen worden war. Außerdem hielt die Band nationale Auftritte zusammen mit Creepmime, Ancient Rites und Dead Head ab. Daraufhin unterzeichnete die Band einen Vertrag bei dem deutschen Label Shark Records. Das Debütalbum Towards the Diabolical Experiment wurde in den T&T Studios in Gelsenkirchen mit dem Produzenten Tim Buktu aufgenommen, ehe es 1993 erschien. Außerhalb Europas erschien das Album bei Nuclear Blast. Im Juni desselben Jahres verließ der Bassist Selles die Band, ehe sich die Gruppe 1994 erneut in Franky's Recording Studios mit dem Produzenten Berthus Westerhuis begab, um dort das zweite Album Rave the Abyss aufzunehmen, das 1995 erschien. Als neuer Bassist kam Wicliff Wolda zur Besetzung. Während des Aufnahmezeitraums hatte die Gruppe Auftritte in ganz Europa abgehalten. Außerhalb Europas war das Album erneut über Nuclear Blast erschienen. Den Rest des Jahres 1995 spielte die Band verschiedene Auftritte und spielte dabei unter anderem auch auf dem Stonehenge Festival. 1996 verließ der Gitarrist Woning die Besetzung und wurde durch Ronald Louwsma ersetzt. Obwohl die Arbeiten zur EP The Terror angekündigt worden waren, kam es 1996 zur Auflösung der Band. Nach der Auflösung widmeten sich die Mitglieder anderen Projekten, so trat Van Drenth The Monolith Deathcult bei. Woning war unter anderem als Produzent für Severe Torture tätig. 2003 erschien über Painiac Records die Kompilation Dawn, die die Demos Remind the Skull und Stranded enthielt und eine Auflage von 400 Stück hatte. 2004 fand sich die Band neu zusammen und bestand aus Van Drenth, dem Gitarristen Martijn Moes, dem Bassisten Wicliff Wolda und dem Schlagzeuger Arjen Hurkmans. Ihren ersten Auftritt hielt die Band am 19. September 2004 auf dem Doom Day III Festival in Rotterdam ab. 2005 kehrte Woning als Gitarrist zurück und der Bassist Michiel Dekker und der Schlagzeuger Sjoerd Visch kamen als neue Mitglieder zur Besetzung. Im April 2005 spielte die Gruppe auf dem deutschen Doom Shall Rise Festival und wieder auf dem Stonehenge Festival.

## Stil
Laut Anthony van den Berg in einer Extra-Ausgabe des Metal Hammer spielt die Band auf Remind the Skull Doom Metal mit Riffs, die noch sehr lange nachklingen würden. Laut Robert Müller vom Metal Hammer spielt die Band auf Towards the Diabolical Experiment Doom Metal, wobei der Gesang jedoch nicht an Ozzy Osbourne erinnere, sondern guttural sei, wodurch man einen Vergleich zu Bands Anathema und My Dying Bride ziehen könne. In den schnelleren Passagen seien Einflüsse aus dem Death Metal hörbar. Laut Müller klinge die Band auf Rave the Abyss weniger interessant und innovativ. Auf dem Album gebe es meist gewöhnlichen Death Metal im mittleren Geschwindigkeitsbereich. Die einzigen Ausnahmen seien die Lieder High on the Moon und Crushed Divine, die wie eine Mischung aus Crematory und Anathema klängen.

## Diskografie
- 1991: Remind the Skull (Demo, Eigenveröffentlichung)
- 1992: Stranded (Demo, Eigenveröffentlichung)
- 1993: Towards the Diabolical Experiment (Album, Shark Records)
- 1995: Rave the Abyss (Album, Shark Records)
- 1997: Promo (Demo, Eigenveröffentlichung)
- 2003: Dawn (Kompilation, Painiac Records)